# Idaea remissata
Idaea remissata là một loài bướm đêm trong họ Geometridae.